# Elezioni generali a Cuba del 1901
Le elezioni generali a Cuba del 1901 si tennero il 31 dicembre. Le elezioni presidenziali furono vinte da Tomás Estrada Palmas, candidato del indipendente sostenuto dal Partito Repubblicano dell'Avana e dal Partito Nazionale Cubano. Il Partito Nazionale Cubano ottenne la maggioranza dei seggi al Senato (11 su 24), mentre il Partito Nazionale ottenne la maggioranza alla Camera dei Rappresentanti (27 su 63).

## Svolgimento
Il Partito Nazionale Cubano ed il Partito Repubblicano dell'Avana sostennero la candidatura di Tomás Estrada Palma come Presidente e Luis Estévez Romero come Vicepresidente. Estrada Palma vinse facilmente le elezioni, poiché il suo avversario Bartolomé Masó si ritirò per protesta a causa del malfunzionamento del sistema elettorale e delle frodi elettorali. In seguito alla vittoria di Estrada Palma, il Partito Repubblicano dell'Avana divenne il partito di governo, mentre il Partito Nazionale Cubano fu sciolto.

## Risultati

### Elezioni presidenziali
| Candidato            | Partito      | Voti    | %     |
| -------------------- | ------------ | ------- | ----- |
| Tomás Estrada Palmas | Indipendente | 158.116 | 74,20 |
| Schede bianche/nulle |              |         |       |
| Totale               | Totale       | 213.116 | 100   |

### Elezioni parlamentari

#### Camera dei rappresentanti
| Liste                           | Voti | %     | Seggi |
| ------------------------------- | ---- | ----- | ----- |
| Partito Nazionale Cubano        |      | 42,86 | 27    |
| Partito Repubblicano dell'Avana |      | 28,57 | 18    |
| Partito Federale Repubblicano   |      | 20,63 | 13    |
| Indipendenti                    |      | 6,35  | 4     |
| Altri                           |      | 1,59  | 1     |
| Schede bianche/nulle            |      | -     | -     |
| Totale                          |      | 100   | 63    |

#### Senato
| Partito                         | Voti | %     | Seggi |
| ------------------------------- | ---- | ----- | ----- |
| Partito Nazionale Cubano        |      | 45,83 | 11    |
| Partito Repubblicano dell'Avana |      | 41,67 | 10    |
| Indipendenti                    |      | 12,5  | 3     |
| Schede bianche/nulle            |      | -     | -     |
| Totale                          |      | 100   | 24    |